# Ikechi Anya
Ikechi Anya (né le 3 janvier 1988 à Glasgow) est un footballeur international écossais. Il est le fils d'un père nigérian et d'une mère roumaine.
Il joue pour le club de Derby County.

## Biographie
Le 31 août 2016 il rejoint Derby County .

## Palmarès
- Watford
  - Football League Championship (D2)
    - Vice-champion : 2015